# Enrique Fernández Arbós
Enrique Fernández Arbós (Madrid, 24 de desembre de 1863 - Sant Sebastià, 2 de juny de 1939) va ser un violinista, director d'orquestra i compositor espanyol.

## Biografia
Es va formar al Real Conservatori de Madrid amb Jesús de Monasterio, amb el qual establiria una estreta relació. El 1876 va guanyar el Primer Premi de violí del Conservatori i, becat per la infanta Isabel de Borbó, es va traslladar l'any 1877 a Brussel·les, on va continuar estudis de perfeccionament i virtuosisme de violí amb Henri Vieuxtemps, i de composició amb Kufferath (deixeble de Felix Mendelssohn) i Gevaert. Hi va coincidir amb Isaac Albéniz (de qui acabaria realitzant l'orquestració de la suite Ibèria) i el 1879 va obtenir el Primer Premi i medalla d'or a la classe de violí i Diploma Honorífic a la classe de composició.
L'any 1880 va traslladar-se a Berlín, per a estudiar amb Joseph Joachim. S'hi va instal·lar, i va debutar amb l'Orquestra Filharmònica de Berlín, de la qual va ser concertino durant uns anys. Va realitzar nombroses gires com a solista per França, Espanya, Regne Unit i Estats Units. L'any 1888 va tornar a Madrid per a actuar com a solista amb l'Orquestra de la Societat de Concerts que dirigia Tomás Bretón, i l'any següent hi va fundar la Societat de Música de Cambra de Madrid. Docent en el Conservatori de Madrid i en el d'Hamburg, l'any 1894 va ser nomenat professor de violí del Royal College of Music de Londres, plaça que va ocupar fins a l'any 1916, quan va ser reclamat perquè ocupara la càtedra de violí del Conservatori de Madrid. En aquest període va desenvolupar una intensa activitat concertística, tant com a solista com com a membre del quartet que va formar amb Isaac Albéniz, Gálvez i Agustín Rubio.
L'any 1903 va ser nomenat concertino de l'Orquestra Simfònica de Boston i el 1904 director de l'orquestra del Gran Casino de Sant Sebastià, i, aquest mateix any, va passar a dirigir l'Orquestra Simfònica de Madrid, de la qual serà primer titular, i amb la qual donaria a conèixer obres dels compositors espanyols de l'època, com Manuel Manrique de Lara i Berry. Amb aquesta formació va realitzar gires per Espanya, Europa i Amèrica i va adquirir fama internacional com a director d'orquestra. Però no va deixar la seua tasca concertística, formant el Quartet Arbós, en què participarien, entre d'altres, Julio Francés, el pianista portuguès José Viana da Motta o el violoncel·lista Juan Ruiz Casaux. També va dirigir l'Orquestra Simfònica de Boston durant una temporada.
L'any 1905 va fundar la societat de concerts The Concert Club, a Londres. L'activitat internacional d'Arbós com a director va prosseguir durant anys amb concerts en París, Roma, Moscou, Budapest, Bordeus, Lisboa, Winterthur, Cleveland, Nova York, etc.
El 1917 va estrenar a Madrid el poema simfònic La dama de Aitzgorri del compositor Tellería. Fou un dels principals representants de l'escola violinística espanyola.

## Selecció d'obres

### Música de cambra
- Tres peces originals a l'estil espanyol op. 1: "Bolero", "Havanera" i "Seguidilles gitanes", per a grup de cambra (piano, violí i violoncel).
- Tango op. 2.
- Sis rimes de Gustavo Adolfo Bécquer.
- Quatre cançons per a la marquesa de Bolaños.
- Peça de concurs.

### Música orquestral
- Petita suite espanyola, per a orquestra.
- Tres peces, per a violí i orquestra.

### Obres líriques
- El centre de la terra (1895), sarsuela, viatge comicolíric en dos actes amb llibret de Celso Lucio i Ricardo Monasterio.

### Orquestració
- Suite "Ibèria", d'Isaac Albéniz.

1. ↑  Enciclopèdia Espasa Volum núm. 32, pàg. 983 (ISBN 84-239-4532-4)